# Eingeweidefische
Die Eingeweidefische (Carapidae) leben in tropischen und subtropischen Regionen von Atlantik, Pazifik und des Indischen Ozean in Tiefen bis 2000 Metern. Echiodon drummondii lebt auch in der Nordsee. Ihren deutschen Namen erhielten sie, da sich einige Arten in den Körperhöhlen von Wirbellosen verstecken.

## Merkmale
Eingeweidefische sind aalartig, langgestreckt, der Körper ist schuppenlos und oft transparent. Rücken- und Afterflosse bilden Säume entlang der Ober- und Unterseite des am Ende zugespitzten Körpers, wobei die Flossenstrahlen der Afterflosse immer länger als die gegenüberliegenden Flossenstrahlen der Rückenflosse sind. Bauchflossen fehlen stets, die Brustflossen nur bei drei Arten der Gattung Encheliophis. Anus und Geschlechtsöffnung befinden sich sehr weit vorn, direkt hinter dem Kopf, unterhalb der Brustflossen, am Vorderende der Afterflosse. Die Kiemenöffnungen sind groß und reichen weit nach vorn, es gibt sechs bis sieben Kiemenreusen. Außer den Kiefern sind auch das Pflugscharbein und das Gaumenbein bezahnt. Eingeweidefische werden sieben bis 57 Zentimeter lang.

## Lebensweise
Eingeweidefische können frei (Echiodon, Eurypleuron) oder zusammen mit Seegurken, Seesternen, Muscheln oder Seescheiden als Kommensalen (Carapus, Onuxodon) oder eventuell als Parasiten (Encheliophis) leben. Die Fische dringen mit dem Schwanz oder frontal zuerst in den Wirt ein und können auch paarweise in ihm leben.
Eingeweidefische fressen kleine Wirbellose und Fischbrut. Es ist umstritten, ob einige Arten, wie oft behauptet wird, die inneren Organe ihrer Wirte fressen.
Die Eier der Eingeweidefische  sind pelagisch, die ebenfalls pelagischen Larven machen zunächst ein Vexillifer genanntes Stadium durch, bei dem sie einen langen, mit drei bis acht blattähnlichen Anhängen versehenen Fortsatz tragen. Das nächste Larvenstadium wird Tenuis genannt. Diese relativ lange Larvenform schmilzt von hinten nach vorne die Wirbelkörper ein und nutzt die frei gewordenen Nährstoffe u. a. für die Bildung von Otolithen. Tenuislarven leben am Meeresboden, sie ähneln schon den ausgewachsenen Fischen. Der Kopf ist relativ zum Körper noch recht klein und die volle Körperlänge noch nicht erreicht. In diesem Stadium besiedeln Eingeweidefische ihren Wirt.

## Systematik
Die Eingeweidefische wurden 1867 durch den kubanischen Naturforscher Felipe Poey als eigenständiges Taxon eingeführt. Sie gehören zur Ordnung der Eingeweidefischartigen (Ophidiiformes) und dort zur Unterordnung Ophidioidei, die die eierlegenden Familien der Ordnung umfasst. Die Schwestergruppe der Eingeweidefische sind die Bartmännchen (Ophidiidae).
Es gibt fast 40 Arten in neun Gattungen und vier Unterfamilien:

### Unterfamilie Carapinae

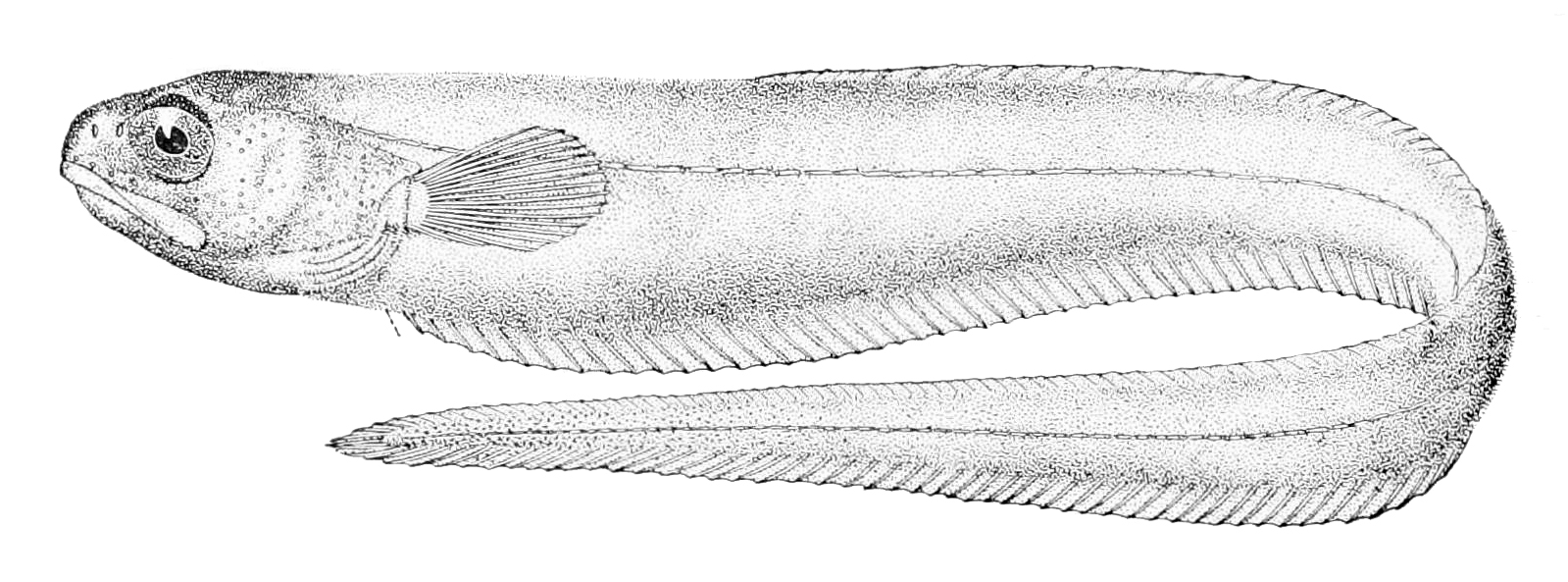
Carapus dubius

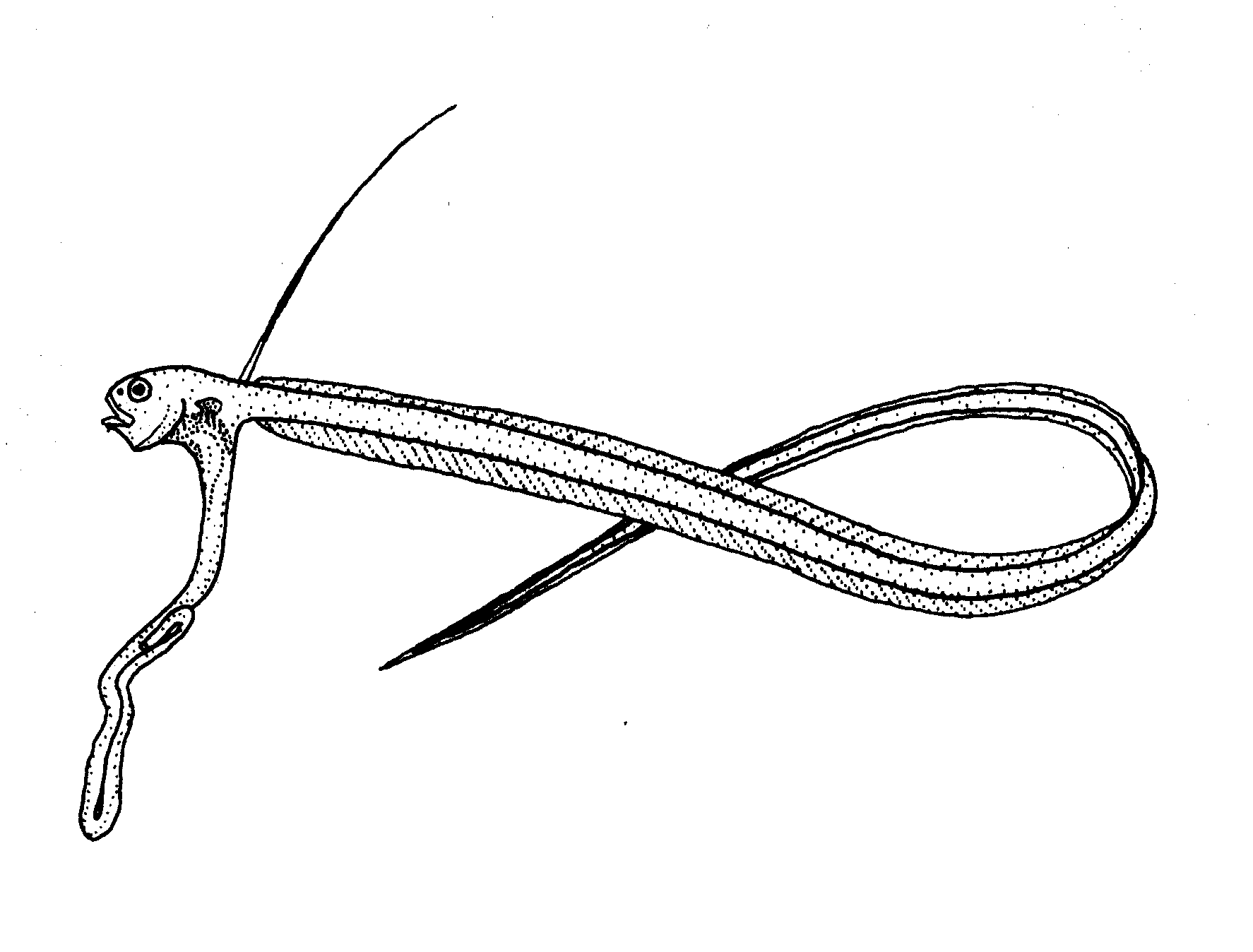
Echiodon rendahli, Vexilliferlarve

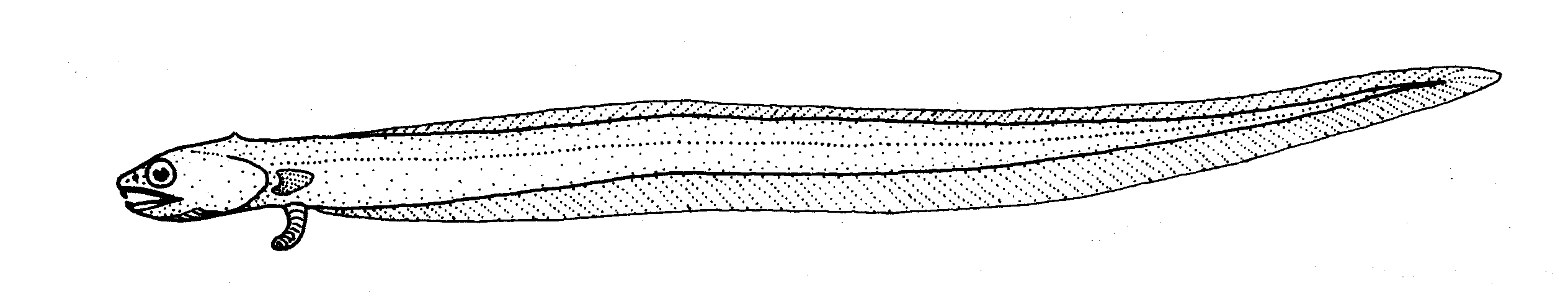
Echiodon rendahli, adult

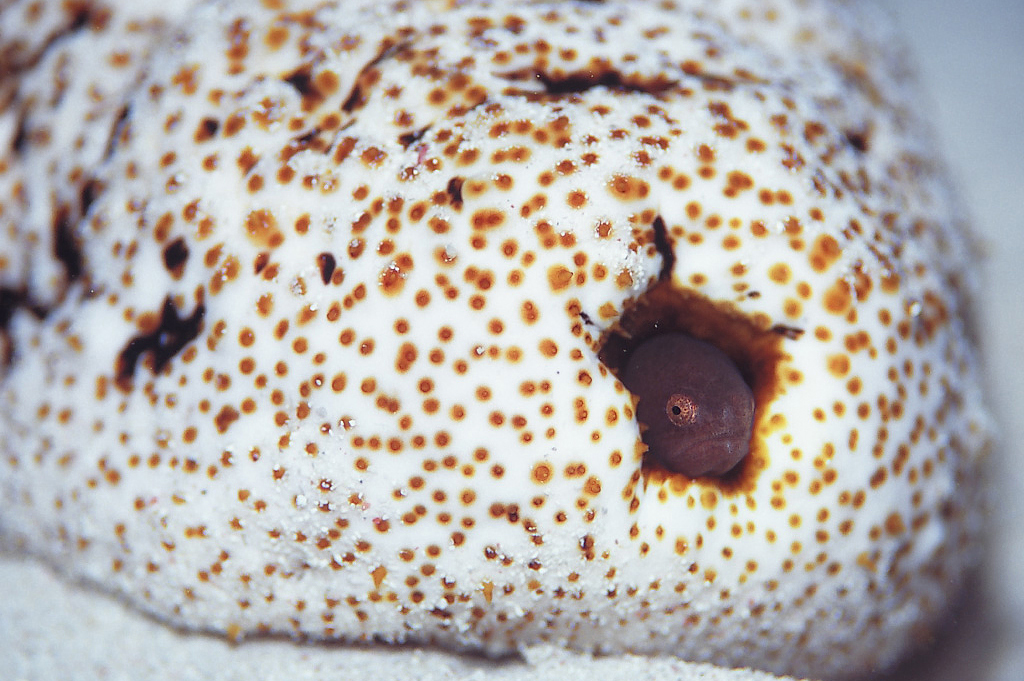
Encheliophis boraborensis schaut aus einer Körperöffnung einer Seegurke

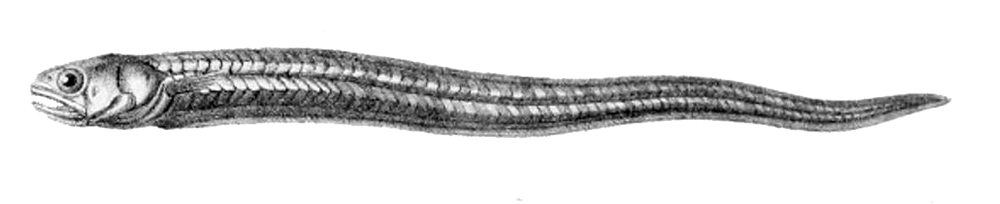
Encheliophis homei

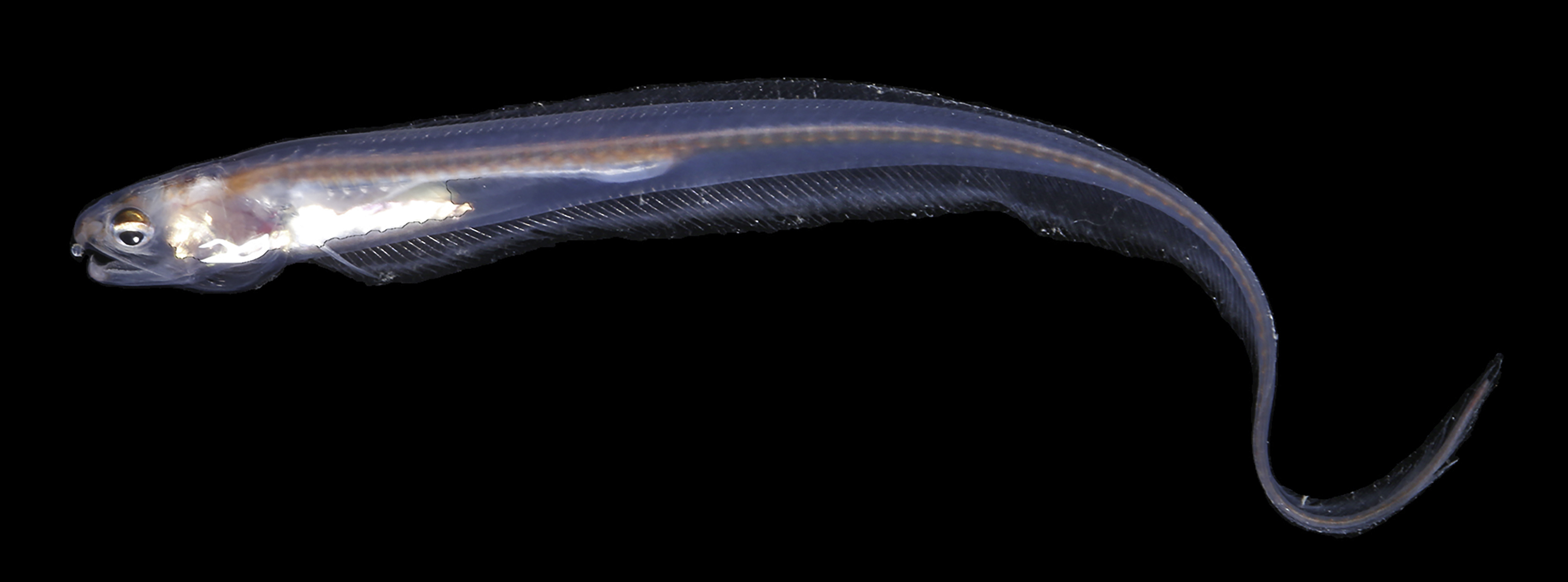
Onuxodon fowleri

In der Unterfamilie Carapinae sind die Brustflossen kürzer als die Kopflänge und haben 23 oder weniger Flossenstrahlen. Der Oberkiefer ist nicht protraktil (nicht vorstreckbar). Die Anzahl der Präcaudalwirbel (alle Wirbel außer Schwanzwirbel) liegt bei 17 bis 35.
- Gattung Carapus Rafinesque, 1810
  - Carapus acus (Brünnich, 1768)
  - Carapus bermudensis (Jones, 1874)
  - Carapus dubius (Putnam, 1874)
  - Carapus mourlani (Petit, 1934)
  - Carapus sluiteri (Weber, 1905)
- Gattung Echiodon Thompson, 1837
  - Echiodon anchipterus Williams, 1984
  - Echiodon atopus Anderson, 2005
  - Echiodon coheni Williams, 1984
  - Echiodon cryomargarites Markle, Williams & Olney, 1983
  - Echiodon dawsoni Williams & Shipp, 1982
  - Echiodon dentatus (Cuvier, 1829)
  - Echiodon drummondii Thompson, 1837
  - Echiodon exsilium Rosenblatt, 1961
  - Echiodon neotes Markle & Olney, 1990
  - Echiodon pegasus Markle & Olney, 1990
  - Echiodon prionodon Parmentier, 2012
  - Echiodon pukaki Markle & Olney, 1990
  - Echiodon rendahli (Whitley, 1941)
- Gattung Encheliophis Müller, 1842
  - Encheliophis boraborensis (Kaup, 1856)
  - Encheliophis chardewalli Parmentier, 2004
  - Encheliophis gracilis (Bleeker, 1856)
  - Encheliophis homei (Richardson, 1846)
  - Encheliophis sagamianus (Tanaka, 1908)
  - Encheliophis vermicularis Müller, 1842
  - Encheliophis vermiops Markle & Olney, 1990
- Gattung Eurypleuron Markle & Olney, 1990
  - Eurypleuron cinereum (Smith, 1955)
  - Eurypleuron owasianum (Matsubara, 1953)
- Gattung Onuxodon Smith, 1955
  - Onuxodon fowleri (Smith, 1955)
  - Onuxodon margaritiferae (Rendahl, 1921)
  - Onuxodon parvibrachium (Fowler, 1927)

### Unterfamilie Hypopleuroninae
- Gattung Hypopleuron
  - Hypopleuron caninum Smith & Radcliffe, 1913[5][4]

### Unterfamilie Pyramodontinae

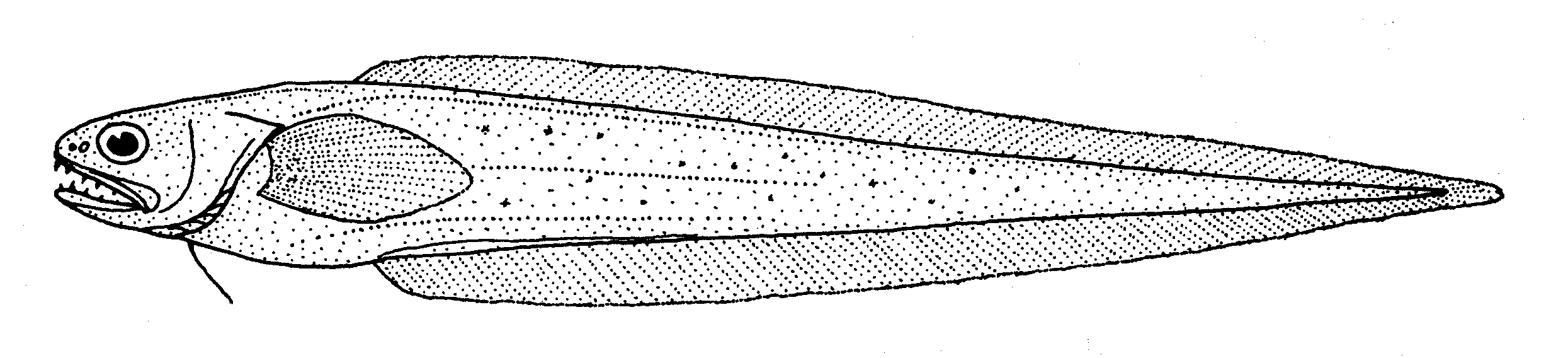
Pyramodon ventralis

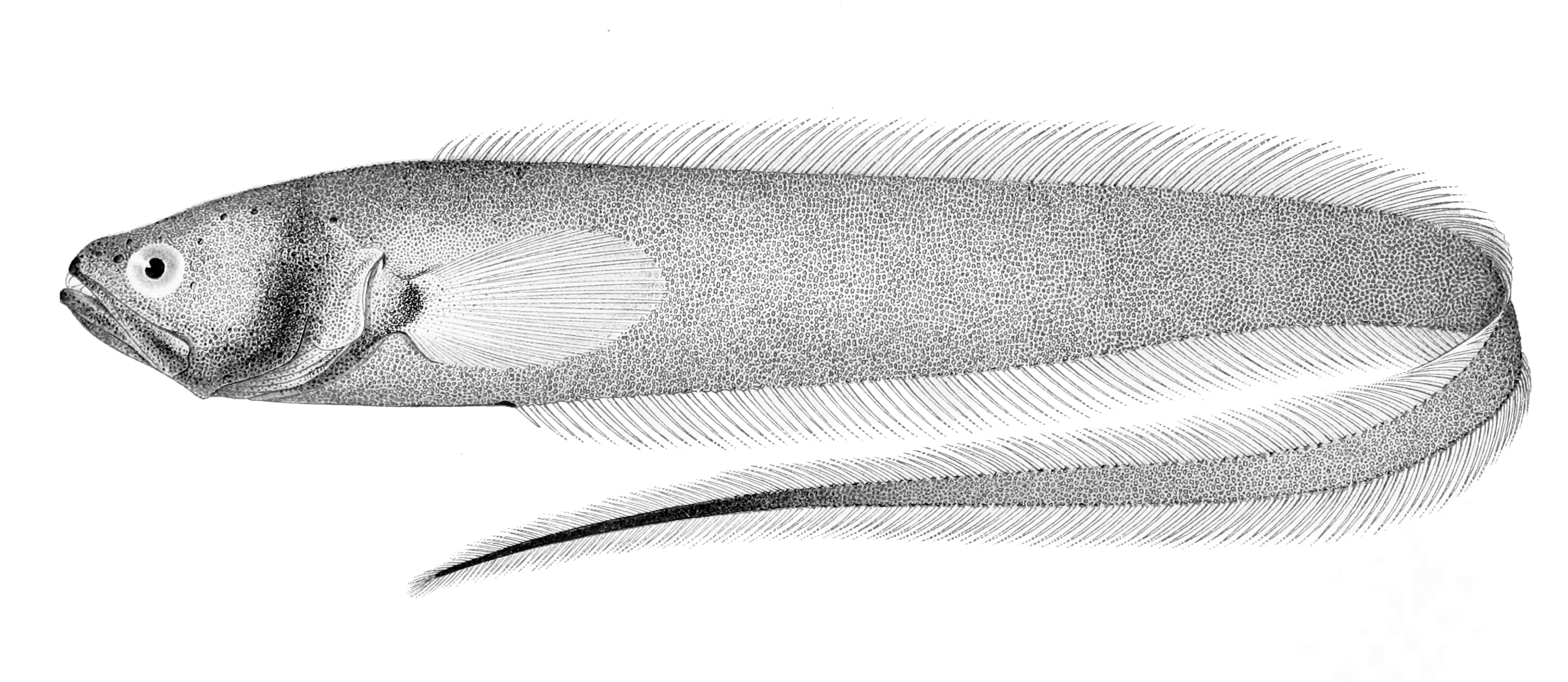
Snyderidia canina

Bei der Unterfamilie Pyramodontinae sind die Brustflossen so lang wie die Kopflänge und werden von 24 bis 30 Flossenstrahlen gestützt. Der Oberkiefer ist protraktil (vorstreckbar). Die Anzahl der Präcaudalwirbel liegt bei 12 bis 22.
- Gattung Pyramodon Smith & Radcliffe in Radcliffe, 1913
  - Pyramodon lindas Markle & Olney, 1990
  - Pyramodon parini Markle & Olney, 1990
  - Pyramodon punctatus (Regan, 1914)
  - Pyramodon ventralis Smith & Radcliffe in Radcliffe, 1913
- Gattung Snyderidia Gilbert, 1905
  - Snyderidia canina Gilbert, 1905

### Unterfamilie Tetragondacninae
Die einzige Art der Unterfamilie Tetragondacninae unterscheidet sich durch zahlreiche Merkmale, z. B. ihre Beschuppung von anderen Eingeweidefischen.
- Gattung Tetragondacnus Anderson & Satria, 2007
  - Tetragondacnus spilotus Anderson & Satria, 2007